# Oncostemum laurifolium
Oncostemum laurifolium là một loài thực vật có hoa trong họ Anh thảo. Loài này được (Bojer ex A. DC.) Mez mô tả khoa học đầu tiên năm 1902.